# Les Sieyes
Les Sieyes est une ancienne commune française du département des Alpes-de-Haute-Provence, Elle est rattachée à Digne-les-Bains depuis 1862.